# Halaelurus immaculatus
Espèce
Synonymes
Bythaelurus immaculatus
Statut de conservation UICN

 DD  : Données insuffisantes
Halaelurus immaculatus est une espèce de requins.